# Pediodectes daedelus
Pediodectes daedelus är en insektsart som först beskrevs av Rehn, J.A.G. och Morgan Hebard 1920.  Pediodectes daedelus ingår i släktet Pediodectes och familjen vårtbitare. Inga underarter finns listade i Catalogue of Life.